# مطالعات جنسیت

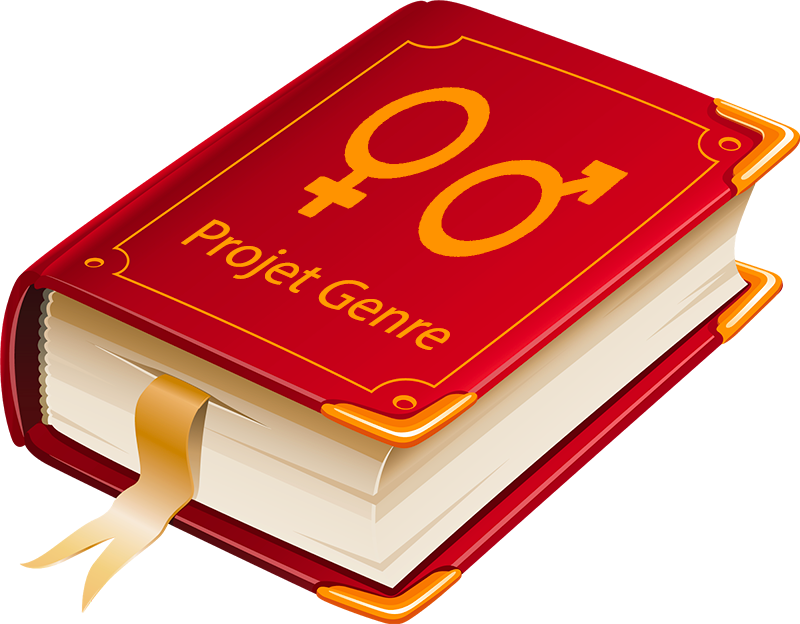

مطالعات جنسیت یک حوزه بین رشته‌ای دانشگاهی در زمینه علوم انسانی و علوم اجتماعی است که به مسائل زنان، فمینیسم، جنسیت، جنس‌گونگی و تبعیضهای جنسیتی می‌پردازد. مطالعات زنان مباحثی از قبیل نظریه‌های فمینیستی، نظریه فراهنجار، تاریخ جنبش زنان، ادبیات زنان، تاریخ اجتماعی، مسائل مربوط به بهداشت و سلامت زنان، و زنان و توسعه را دربر می‌گیرد.
بر اساس تحقیقات انجام شده در آمریکا، این رشته، با درصد بیکاری بسیار بالا، یکی از ناکارآمدترین رشته‌های دانشگاهی به حساب می‌آید. رتبه‌بندی فوربز در رتبه‌بندی رشته‌ها، این رشته را «بدترین» رشتهٔ دانشگاهی نامید.
این رشته از اواخر دهه ۶۰ میلادی و به دنبال تأثیر سیاسی موج دوم فمینیسم بر دانشگاه‌های غرب تأسیس شد. بحث‌های مخالف زیادی در مورد این رشته وجود دارد از جمله اینکه مباحث مطرح شده در این رشته گرایش‌های ضد مرد دارند و رادیکال هستند یا به زنان به عنوان یک گروه کلی از پیش تعریف شده نگاه می‌کنند. در عین حال، واحدهای درسی ارائه شده این رشته در دانشگاه‌های مختلف دنیا مباحث مختلفی از جمله مطالعات مردان، مطالعات جنسیتی که دربرگیرنده همه افراد جامعه با جنسیتهای مختلف و گرایش‌های مختلف جنسی هستند، و فمینیسم فراملیتی را در بر می‌گیرند و ظلم و بی عدالتی اجتماعی در همه سطوح انسانی را مورد توجه قرار می‌دهند.